# نوتسي
نوتسي هي مدينة في منطقة الهضاب من توغو. وهي عاصمة ولاية هاهو وتقع 95 كيلومتر شمال العاصمة لومي. أسست البلدة حوالي عام 1600 من قبل شعب إيوي، بعد أن نزحوا غربًا بسبب التوسع في اليوروبا.